# Drimia fimbrimarginata
Drimia fimbrimarginata är en sparrisväxtart som beskrevs av Deirdré Anne Snijman. Drimia fimbrimarginata ingår i släktet Drimia och familjen sparrisväxter. Inga underarter finns listade i Catalogue of Life.